# 솔저 오브 포춘 (비디오 게임)
솔저 오브 포춘(Soldier of Fortune)은 레이븐 소프트웨어가 개발하고 액티비전이 2000년에 마이크로소프트 윈도우용으로 배급한 1인칭 슈팅 비디오 게임이다. 나중에 플레이스테이션 2, 드림캐스트용으로 "Soldier of Fortune: Gold Edition"라는 제목으로 출시되었고 로키 소프트웨어가 리눅스로 이식했다. GOG.com는 2개의 후속작과 함께 2018년 10월 2일 디지털 출시를 했다.
이 게임은 퀘이크 2 엔진으로 제작되었다.
이 게임에는 2개의 후속작이 있다. 하나는 솔저 오브 포춘 II: 더블 헬릭스(2002년), 다른 하나는 솔저 오브 포춘: 페이백(2007년)이다.

## 평가
| 평론 점수 평론사 점수 드림캐스트 PC PS2 CGW N/A [ 1 ] N/A EGM 5.5/10 [ 2 ] N/A 5/10 [ 3 ] 유로게이머 N/A 9/10 [ 4 ] N/A 게임 인포머 7.75/10 [ 5 ] 7.25/10 [ 6 ] 4/10 [ 7 ] 게임 레볼루션 N/A B+ [ 8 ] C− [ 9 ] 게임팬 N/A 91% [ 10 ] N/A 게임스팟 7.3/10 [ 11 ] 7.7/10 [ 12 ] 7.3/10 [ 13 ] 게임스파이 7/10 [ 14 ] 80% [ 15 ] N/A IGN 8.5/10 [ 16 ] 9/10 [ 17 ] 4.5/10 [ 18 ] 넥스트 제네레이션 [ 19 ] [ 20 ] N/A OPM (US) N/A N/A [ 21 ] PC 게이머 (US) N/A 87% [ 22 ] N/A 통합 점수 게임랭킹스 71% [ 23 ] 82% [ 24 ] 56% [ 25 ] 메타크리틱 70/100 [ 26 ] N/A 59/100 [ 27 ] |            |         |        |
| 평론 점수 |            |         |        |
| 평론사 | 점수       | 점수    | 점수   |
| 평론사 | 드림캐스트 | PC      | PS2    |
| CGW | N/A        | [ 1 ]   | N/A    |
| EGM | 5.5/10     | N/A     | 5/10   |
| 유로게이머 | N/A        | 9/10    | N/A    |
| 게임 인포머 | 7.75/10    | 7.25/10 | 4/10   |
| 게임 레볼루션 | N/A        | B+      | C−     |
| 게임팬 | N/A        | 91%     | N/A    |
| 게임스팟 | 7.3/10     | 7.7/10  | 7.3/10 |
| 게임스파이 | 7/10       | 80%     | N/A    |
| IGN | 8.5/10     | 9/10    | 4.5/10 |
| 넥스트 제네레이션 | [ 19 ]     | [ 20 ]  | N/A    |
| OPM (US) | N/A        | N/A     | [ 21 ] |
| PC 게이머 (US) | N/A        | 87%     | N/A    |
| 통합 점수 |            |         |        |
| 게임랭킹스 | 71%        | 82%     | 56%    |
| 메타크리틱 | 70/100     | N/A     | 59/100 |